# シド・フライシュマン
シド・フライシュマン（Sid Fleischman、1920年3月16日 - 2010年3月17日）は、アメリカ合衆国の小説家（児童文学作家）。代表作は『ペテン師山』（"Humbug Mountain"、未訳）。
息子のポール・フライシュマンも児童文学作家である。

## 経歴と作風
本名は、アルバート・シドニー・フライシュマン（Albert Sidney Fleischman）。ロシア・ユダヤ人移民の家庭にニューヨーク州ニューヨーク市で生まれ、カリフォルニア州で育った。少年時代は奇術に傾倒し、高校卒業後には手品師として全米を巡業した。17歳の時にはプロ向けの奇術の本を上梓している。
第二次世界大戦では海軍の予備役下士官として従軍（その際、東南アジア、東インド、中国を回って見聞を広めた）。戦後、サンディエゴ大学で文学を修め、記者や編集者を経て小説家となる。
初期には一般向けのミステリを書いた（映画脚本もある）が、1960年代以降は児童向け作品を書く。代表作の"Humbug Mountain"（ペテン師山）は1979年度ボストングローブ・ホーンブック賞を受賞。『身代わり王子と大どろぼう』では1987年度ニューベリー賞を受賞した。
アメリカ伝統のトール・テイル（法螺話）の流れをくんだ、ナンセンスさ漂うユーモラスな冒険ものを得意とする。題材としては、前半生の経験を活かして「手品」を取り上げたもの（『ゆうれいは魔術師』）や「異国の海」を取り上げたもの（『真昼のゆうれい』）が見られる。19世紀のアメリカに興味を持ち、物語の舞台とすることも少なくない（『ぼくのすてきな冒険旅行』、『十三階の海賊たち』、『ジンゴ・ジャンゴの冒険旅行』など）。トール・テイルに特化した作品としてはマクブルームを主人公とした一連の中編がある。

## 作品リスト

### 長編
- 『ぼくのすてきな冒険旅行』（By the Great Horn Spoon! (1963)、久保田輝男訳、学習研究社） 1971年、のち改題『Gold Rush! ぼくと相棒のすてきな冒険』（金原瑞人訳、ポプラ社） 2006年
- 『真昼のゆうれい』（Ghost in the Noonday Sun (1965) 、久保田輝男訳、学習研究社） 1970年
- 『ジンゴ・ジャンゴの冒険旅行』（Jingo Django (1971)、渡邉了介訳、あかね書房） 1995年
- 『身がわり王子と大どろぼう』（The Whipping Boy (1986)、谷口由美子訳、偕成社） 1989年
- 『かかし』（The Scarebird (1988)、小池昌代訳、ゴブリン書房） 2007年
- 『ゆうれいは魔術師』（The Midnight Horse (1990)、渡邉了介訳、あかね書房） 1994年
- 『十三階の海賊たち』（13th Floor a Ghost Story (1995)、谷口由美子訳、偕成社） 1997年

### 中編集
- 『マクブルームさんのすてきな畑』（McBroom's Wonderful One-acre Farm、金原瑞人訳、あかね書房） 1994年
- 『マクブルームさんのへんてこ動物園』（Here Comes McBroom!、金原瑞人訳、あかね書房） 1996年

日本語訳されたもののみ挙げた。下記外部リンクも参照。